# المؤتمر الوطني للوطنيين التقدميين - الحزب الاشتراكي الديمقراطي
المؤتمر الوطني للوطنيين التقدميين - الحزب الاشتراكي الديمقراطي (بالفرنسية: Convention Nationale des Patriotes Progressistes/Parti Social-Démocrate)‏ كان حزبًا سياسيًا في بوركينا فاسو بقيادة بيير تابسوبا.

## التاريخ
تم طرد الحزب من الجبهة الشعبية في مارس 1991، بعد انتقاد سياسات المنظمة الحاكمة للديمقراطية الشعبية.  واحتل المركز الثاني في الانتخابات البرلمانية في العام التالي، وحصل على 12٪ من الأصوات وفاز بـ 12 من أصل 107 مقاعد في الجمعية الوطنية.
في مايو 1993 عانى الحزب من انفصال عندما غادر ستة من نوابه للانضمام إلى حزب الديمقراطية والتقدم الجديد. 
في عام 1996 اندمج في المؤتمر للديمقراطية والتقدم إلى جانب منظمة الديمقراطية الشعبية.